# Chad Wackerman
Chad Wackerman (Long Beach, Kalifornia, 1960. március 15. –) dzsessz, fúziós jazz, és rock dobos, legismertebb a Frank Zappával való együttműködéséről.

## Zenei pályája
Chad Wackerman Seal Beachben, Kaliforniában nőtt fel, a zenéhez sok szálon kötődő családban. Apja dobos és zenetanár, egyaránt tanított alapfokú és középiskolában. Chad és testvérei, John és Brooks Wackerman is elismert dobosok és több hangszeren játszó zenészek. John kiadott egy lemezt Drum Duets Vol.1 címmel, Brooks Bad Religion tagja de ő dobol (Terry Bozzio mellett) a Korn 2007-es cím nélküli lemezén is, Bob nevű testvérük basszusgitáros és producer.
Wackerman Bill Watrous együtteséhez csatlakozott 1978-ban, majd 1981 és 1988 között Frank Zappa együttesében játszott.
Két Zappa-darabot tartanak a dobosok rémálmának: a "Mo and Herb's vacation"-t, és a "The Black Page"-et csak Zappa három dobosa tudta eljátszani: Wackerman, Terry Bozzio, és Vinnie Colaiuta.

## Együttműködések
1983-ban együtt turnézott a Men at Work-kel, közös lemezfelvételük azonban nem készült.
Barbra Streisand One Voice albumán és videóján játszott, és olyan zenészekkel dolgozott együtt mint Allan Holdsworth, Steve Vai, Andy Summers, Ed Mann, Albert Lee, Colin Hay, Dweezil Zappa és Tom Grant. Chad dobolt Dennis Miller első talk-showjának zenekarában is.
Wackerman turnézott még James Taylor, John Petrucci és Joe Sample társaságában, de Terry Bozzióval is adott közös, két-dobosra komponált koncerteket.
Chad Wackerman 1995 és 2005 között Ausztráliában élt, az ottani zenei világ átalakulásai és a sűrűsödő amerikai fellépései miatt azonban 2005 júliusában visszaköltözött Kaliforniába.

## Chad Wackerman Trio
A Chad Wackerman Trio jelenlegi felállása:
- Chad Wackerman (dobok)
- Doug Lunn (basszus)
- Mike Miller (gitár)

Chad lemezein jellemzően Allan Holdsworth gitáros működik közre.

## Diszkográfia

### Frank Zappa lemezein
- Ship Arriving Too Late to Save a Drowning Witch (Zappa, 1982)
- The Man from Utopia (Zappa, 1983)
- London Symphony Orchestra Vol. I (Zappa, 1983)
- Them or Us (Zappa, 1984)
- Thing-Fish (Zappa, 1984)
- Frank Zappa Meets the Mothers of Prevention (Frank Zappa, 1985)
- Does Humor Belong in Music? (Frank Zappa, 1986)
- Jazz from Hell (Frank Zappa, 1986)
- London Symphony Orchestra Vol. II (Zappa, 1987)
- Guitar (Frank Zappa, 1988)
- You Can’t Do That on Stage Anymore Vol. 1 (Zappa, 1988)
- Broadway the Hard Way (Frank Zappa)
- You Can’t Do That on Stage Anymore Vol. 3 (Zappa, 1989)
- The Best Band You Never Heard in Your Life (Frank Zappa, 1991)
- Make a Jazz Noise Here (Frank Zappa, 1991)
- You Can’t Do That on Stage Anymore Vol. 4 (Zappa, 1991)
- You Can’t Do That on Stage Anymore Vol. 5 (Zappa, 1992)
- You Can’t Do That on Stage Anymore Vol. 6 (Zappa, 1992)
- Trance-Fusion (Zappa Records 2006)
- The Dub Room Special! (CD, Zappa Records, 2007)
- One Shot Deal (Zappa Records ZR 20006, 2008)

### Szólólemezek
- Forty Reasons (1991)
- The View (1993)
- Scream (2000)
- Legs Eleven (2004)